# Qutuz
Saif ad-Din Qutuz al-Muʿizzi fue un sultán mameluco que reinó en Egipto en 1259-1260. Venció a los mongoles en la batalla de Ain Yalut, de gran importancia simbólica, pero fue asesinado poco después.

## Mameluco de Aibek
Qutuz era el principal jefe de los mamelucos fieles al sultán Aibek. Como tal, encabezó el grupo que asesinó en enero de 1254 al rival del sultán y jefe de los mamelucos Bahri, Faris al-Din Aqtay al-Jamdar. El destacado papel que había tenido en la muerte del jefe de los mamelucos Bahri le granjeó el odio de estos. Cuando Aibek fue asesinado por esclavos sobornados por su esposa, Shajar Al-Durr, en marzo de 1257, Qutuz devino uno de los personajes principales que se disputaban el poder en el sultanato.

## Sultán y enfrentamiento con los mongoles

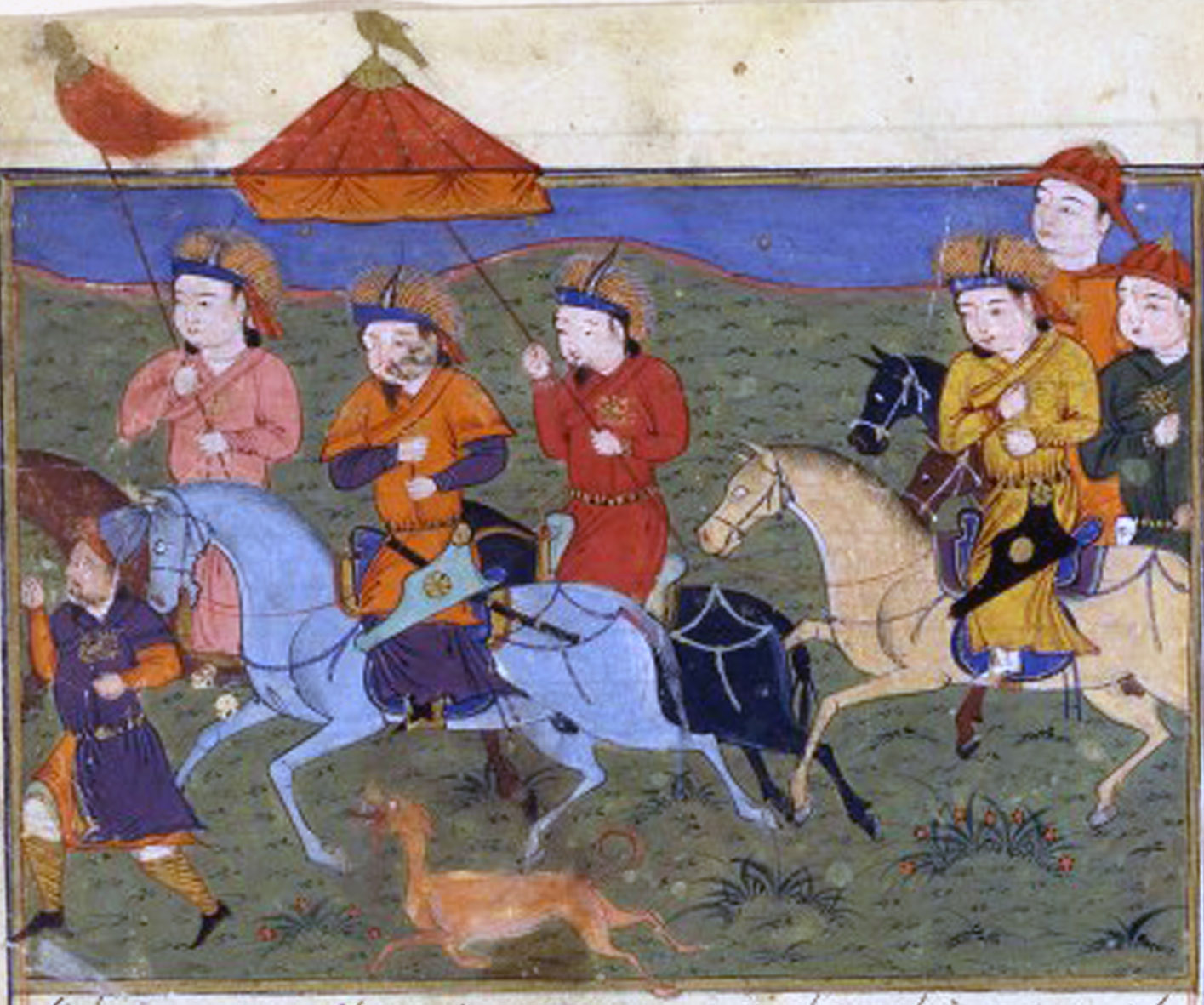
Hulagu y sus soldados en una miniatura medieval persa. Su conquista de Siria que comenzó a finales de 1259 precipitó la toma del poder en Egipto por Qutuz.

Cuando llegó a Egipto la noticia de la entrada de los mongoles en Siria en diciembre, Qutuz depuso al sultán al-Mansur Nur al-Din Ali, hijo del difunto Aibek, y se arrogó el título de sultán. Lo hizo cuando sus principales rivales se hallaban ausentes de El Cairo. Justificó el derrocamiento afirmando que el joven sultán lo era demasiado como para dirigir la yihad que había de declararse contra los invasores mongoles. Estos, tras ocupar Damasco, se habían apresurado a enviar contingentes para apoderarse de Naplusa y Gaza. Qutuz, hombre maduro y enérgico, parecía más adecuado para afrontar la amenaza mongola.
En el verano de 1260, llegó a Egipto una embajada mongola, que exigió la sumisión de Qutuz y del sultanato y mostró su desprecio por los orígenes esclavos del sultán y de los emires mamelucos. En respuesta, Qutuz los mandó ajusticiar, medida que se tornó habitual en los intercambios diplomáticos posteriores entre mamelucos y mongoles. El sultán reunió en torno a sí a todas las fuerzas regionales —algunos ayubíes sirios entre ellas— que deseaban hacer frente a los mongoles, y se decidió a combatirlos en Siria. Incluso los mamelucos Bahri, acaudillados por Baibars, se reconciliaron temporalmente con el sultán para luchar contra los invasores. Un gran ejército partió de Egipto hacia Palestina el 26 de julio y a él se unieron tribus beduinas y otras fuerzas. El enemigo, sin embargo, se hallaba muy debilitado, pues el grueso de sus tropas se había retirado de la región cuando Hulagu, noticioso de la muerte del gran kan Mongke, se replegó para participar en la lucha por el trono mongol. En Siria apenas quedaban unos miles de jinetes al mando de un general de Hulagu, Kitbuqa.
Para cuando la vanguardia egipcia venció a la del enemigo apostada en Gaza —que casi no resistió el embate—, puede que Qutuz mandase unos cien mil hombres, aunque de calidad muy desigual. Los francos, que habían prometido a Kitbuqa mantenerse neutrales en el conflicto, permitieron el paso del ejército mameluco por sus territorios y lo abastecieron. La brutalidad mongola había desvanecido para entonces las ilusiones de los francos del sur y la colaboración de estos permitió a Qutuz poder avanzar hacia Damasco sin preocuparse por proteger la retarguardia. Kitbuqa, que se hallaba en Baalbek y deseaba marchar de inmediato al sur, tuvo que regresar apresuradamente a aplastar una revuelta que había estallado en Damasco durante su ausencia de la ciudad.
El choque principal entre los dos bandos se libró el 3 de septiembre, cerca del lago Tiberiades, y se conoce como batalla de Ain Yalut. Pese a las ventajas numérica y de posición de las huestes mamelucas, la lucha fue reñida. Finalmente los egipcios lograron empujar al enemigo hacia los pantanos y matar a Kitbuqa y alcanzaron la victoria. Baibars derrotó nuevamente a los supervivientes en Beit She'an, en donde habían tratado de reagruparse. De inmediato, los que sobrevivieron y las guarniciones mongolas trataron de abandonar el territorio, pero muchos perecieron en el intento, perseguidos por las fuerzas de Baibars y acosados por contingentes árabes y turcomanos. El 8 de septiembre, las fuerzas egipcias entraron en Damasco, que las recibió con alborozo. A principios de octubre, alcanzaron Alepo. Aunque la trascendencia militar de la batalla se limitó a impedir temporalmente la invasión mongola de Siria y Egipto —los mongoles realizaron varias campañas posteriores en la región—, tuvo gran relevancia psicológica y política: demostró la posibilidad de derrotar a las hordas mongolas y aumentó el prestigio militar de los mamelucos.

## Triunfo y muerte
Siria quedó en manos de Qutuz, que permaneció en ella organizando su administración y repartiendo mercedes a sus seguidores. La excesivas promesas que había tenido que hacer a estos para convencerlos para seguirlo en la ofensiva contra los mongoles hizo que algunos quedasen desilusionados con el reparto de recompensas. Entre los descontentos se contó Baibars, que reclamó en vano el gobierno de Alepo o de Palestina. Las disensiones impidieron que se acometiesen las deseadas campañas de castigo contra los principales aliados de los mongoles, el rey de la Cilicia armenia y el príncipe de Antioquía. El 5 de octubre, Qutuz partió de Damasco y emprendió el regreso a Egipto. Los insatisfechos con las disposiciones del sultán se confabularon contra él y lo asesinaron en su campamento de las cercanías de Gaza el 23 de octubre, cerca ya de Egipto. Aprovechando una partida de caza de liebres —deporte al que era muy aficionado el sultán—, los conjurados lo apuñalaron. Los principales emires del campamento se reunieron entonces y, tras una tensa discusión, escogieron al propio Baibars —que había atravesado con su espada al sultán— para suceder al asesinado Qutuz.